# 레네 아들러
레네 아들러(독일어: René Adler, 1985년 1월 15일 ~)는 독일의 은퇴한 축구 선수로, 포지션은 골키퍼이다.

## 경력
그는 6살때 VfB 라이프치히의 유소년 팀에서 축구를 시작하였다. 9년 후, 아들러는 바이어 04 레버쿠젠의 유소년 팀에 합류하였다.

### 클럽 경력
그는 2007년 2월 25일, 당시 선두를 달리던 FC 샬케 04와의 경기에서 분데스리가 데뷔경기를 치렀다. 한스 외르크 부트가 출장 정지가 됨에 따라, 아들러가 나와 샬케의 10번 슈팅을 선방 하였다.슈테판 키슬링이 85분에 넣은 골은 결승골이 되었고, 레버쿠젠이 1-0으로 승리하였다. 전 레버쿠젠 감독 미하엘 스키베는 아들러의 선방에 대해 칭찬을 아끼지 않았다. 그의 반사신경은 장점이었다. 그는 13경기동안 샬케에 지지 않았고, 5경기동안 슈투트가르트에 패하지 않고, 라파얼 판 데르 파르트의 페널티 킥을 선방한 경기를 포함한 함부르크와의 4경기 연속 무패를 달렸다.
그렇지만 이후 국가대표에서 불리지 않으면서 그는 다시 국가대표에 뽑히기 위해 2012년 5월 17일 같은 리그의 함부르거 SV로 이적하였다.

### 국가대표 경력
아들러는 거쳐간 모든 유소년 클럽 팀의 주장이었으며, 독일의 U-19 챔피언쉽 명단에 포함되어 우승하였다.
아들러는 독일의 디터 아일츠감독 하의 U-21팀에 4경기 출장하였고, 준우승한 UEFA 유로 2008의 독일 명단에도 포함되었다. 옌스 레만의 은퇴와 로베르트 엥케의 죽음으로, 월드컵 예선에서 주전이 되었다. 2008년 10월 11일 러시아전에서 데뷔하였다. 2010년 FIFA 월드컵의 주전 골키퍼로 명단에 올랐지만, 갈비뼈 골절 부상으로 남아공행에서 낙마하였다. 국가대표로는 10경기 출장하였다.

## 수상 경력
국가대표
- UEFA 유로

준우승:2008
개인 수상
분데스리가 최고 골키퍼:2008